# 阿尔沃·维塔宁
阿尔沃·维塔宁（芬蘭語：Arvo Viitanen，1924年4月12日—1999年4月28日），芬兰男子越野滑雪运动员。他曾代表芬兰参加1956年冬季奥林匹克运动会越野滑雪比赛，获得男子4×10公里接力银牌。